# Joe Tompkins

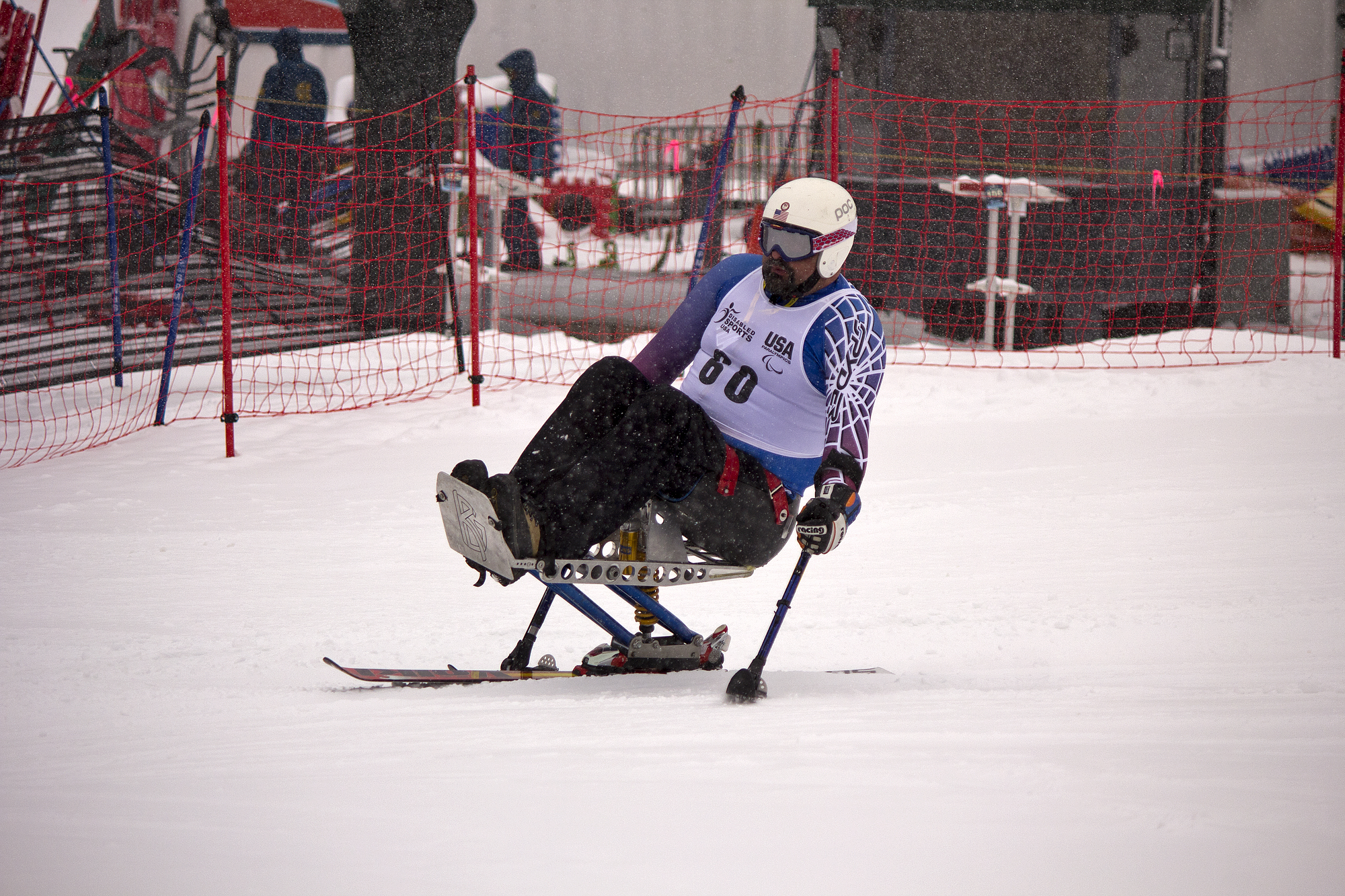
Joe Tompkins bei einem Super-G in Copper Mountain (Colorado), 2012

Joe Tompkins (* 20. August 1968 in Seward, Alaska) ist ein US-amerikanischer Behindertensportler. Er fährt vor allem Monoski, ist aber auch in anderen Sportarten aktiv.
Joe Tompkins wurde bei einem Autounfall 1988 querschnittgelähmt. In den Jahren darauf entdeckte er das Monoskifahren für sich. Ab Mai 1999 gehörte er zur amerikanischen Behindertenskimannschaft (United States Disabled Alpine Men’s Ski Team, USDST), und er nahm ab dem folgenden Winter an internationalen Skirennen in der Behindertenkategorie LW11 (sitzend, mittlere Querschnittlähmung) teil.
Er gewann das Abfahrtsrennen des Behinderten-Skiweltcups in Breckenridge, Colorado im Dezember 1999. Er nahm an den Winter-Paralympics 2002 teil und wurde 6. sowohl in der Abfahrt als auch im Super-G in seiner Kategorie. Im Januar 2004 gewann er das Super-G-Rennen der Behinderten-Ski-Weltmeisterschaft in Wildschönau und im März 2005 das Abfahrtsrennen des Behinderten-Skiweltcups in Klosters. Er nahm an den Winter-Paralympics 2006, 2010 und 2014 teil.